# Konnagar
Konnagar är en ort i Indien.   Den ligger i distriktet Hugli och delstaten Västbengalen, i den östra delen av landet, 1 300 km sydost om huvudstaden New Delhi. Konnagar ligger 8 meter över havet och antalet invånare är 76 082.
Terrängen runt Konnagar är mycket platt. Runt Konnagar är det mycket tätbefolkat, med 10 000 invånare per kvadratkilometer. Närmaste större samhälle är Calcutta, 15,9 km söder om Konnagar. Runt Konnagar är det i huvudsak tätbebyggt.